# Паисий (Кузнецов)
Епископ Паисий (в миру Андрей Анатольевич Кузнецов; род. 22 августа 1975, Бахтинские, Кировская область) — епископ Русской православной церкви, епископ Яранский и Лузский.
Тезоименитство — 28 ноября (преподобного Паисия Величковского)

## Биография
Родился 22 августа 1975 года в деревне Бахтинские Яранского района Кировской области в семье рабочих.
В 1990 году окончил среднюю школу села Шкаланка Яранского района Кировской области. В 1990—1994 годы обучался в педагогическом училище посёлка Оршанка Республики Марий Эл по специальности «учитель начальных классов и организатор внеклассной работы». В 1994—1996 годах — алтарник и руководитель воскресной школы в Успенском соборе города Яранска.
1 марта 1996 года рукоположён в сан диакона архиепископом Вятским и Слободским Хрисанфом (Чепилем) в Успенском кафедральном соборе города Кирова, 24 марта там же и тем же архиереем — в сан священника и назначен штатным клириком Успенского собора города Яранска.
С февраля 2001 года по июль 2006 года — настоятель Спасского храма села Матвинур Санчурского района Кировской области.
С 2002 по 2007 год обучался в Московской духовной семинарии на секторе заочного обучения.
С июля 2006 года по январь 2012 года — настоятель Воскресенского храма посёлка Тужа Кировской области.
В 2007 года возведён в сан протоиерея.
В 2007—2011 годах обучался в Московской духовной академии на секторе заочного обучения.
С января 2012 года — ключарь Спасского собора города Кирова. С апреля 2012 года — благочинный Первого Вятского округа.
7 сентября 2012 года архиепископом Вятским и Слободским Марком пострижен в монашество с наречением имени Паисий в честь преподобного Паисия Величковского.

## Архиерейское служение
4 октября 2012 года решением Священного синода Русской православной церкви избран епископом Яранским и Лузским. 14 октября в Успенском соборе Трифонова монастыря митрополитом Вятским и Слободским Марком возведён в сан архимандрита.
30 ноября 2012 года в Тронном зале Патриарших покоев кафедрального соборного храма Христа Спасителя в Москве наречён во епископа Яранского и Лузского. 6 декабря в Александро-Невском соборе в Егорьевске хиротонисан во епископа Яранского и Лузского. Хиротонию совершили патриарх Московский и всея Руси Кирилл, митрополит Крутицкий и Коломенский Ювеналий (Поярков), митрополит Саранский и Мордовский Варсонофий (Судаков), митрополит Вятский и Слободской Марк (Тужиков), архиепископ Можайский Григорий (Чирков), епископ Илиан (Востряков), епископ Видновский Тихон (Недосекин), епископ Серпуховской Роман (Гаврилов), епископ Солнечногорский Сергий (Чашин), епископ Балашихинский Николай (Погребняк), епископ Зарайский Константин (Островский).